# 8317 Eurysaces
A 8317 Eurysaces (ideiglenes jelöléssel 4523 P-L) egy kisbolygó a Naprendszerben. Cornelis Johannes van Houten, Ingrid van Houten-Groeneveld és Tom Gehrels fedezte fel 1960. szeptember 24-én.